# The Adventures of André & Wally B.
The Adventures of André & Wally B. é um curta-metragem animação digital de 1984 da The Graphics Group, uma subsidiária da Lucasfilm, que mais tarde teve seu nome mudado para Pixar. Considerado um filme revolucionário à época o que despertou o interesse da indústria cinematográfica em filmes de animação, marcando então o início da chamado "era da animação computadorizada. O filme foi lançado em 25 de julho de 1984 na SIGGRAPH em Minneapolis.

## Sinopse
A história se passa em uma floresta e envolve um engraçado personagem chamado André que, ao acordar, se depara com um zangão chamado Wally B. André engana Wally B., fazendo-o olhar para trás, dando a André tempo suficiente para correr e fugir. André consegue fugir, o que deixa o zangão furioso. Então Wally B. resolve dar uma lição em André da maneira mais dolorosa possível: picando-o com o seu enorme ferrão. André corre o mais rápido que pode, porém Wally B. consegue alcançá-lo e finalmente picá-lo, finalizando curta com André se vingando de Wally B., jogando o seu tarbush bem no meio do ferrão do zangão.

## Distinções
The Adventures of André & Wally B. foi vencedor de prêmios em vários festivais, conferências e celebrações, como:
- Festival Internacional de Animação em Toronto em 1985;
- Conferência Nacional das Associações de Computações Gráficas em 1985;
- Primeiro Festival Anual de Animação em Hiroshima em 1985;
- Celebração de Animação em Los Angeles em 1985;
- E outros.

## Making Of

### Animação

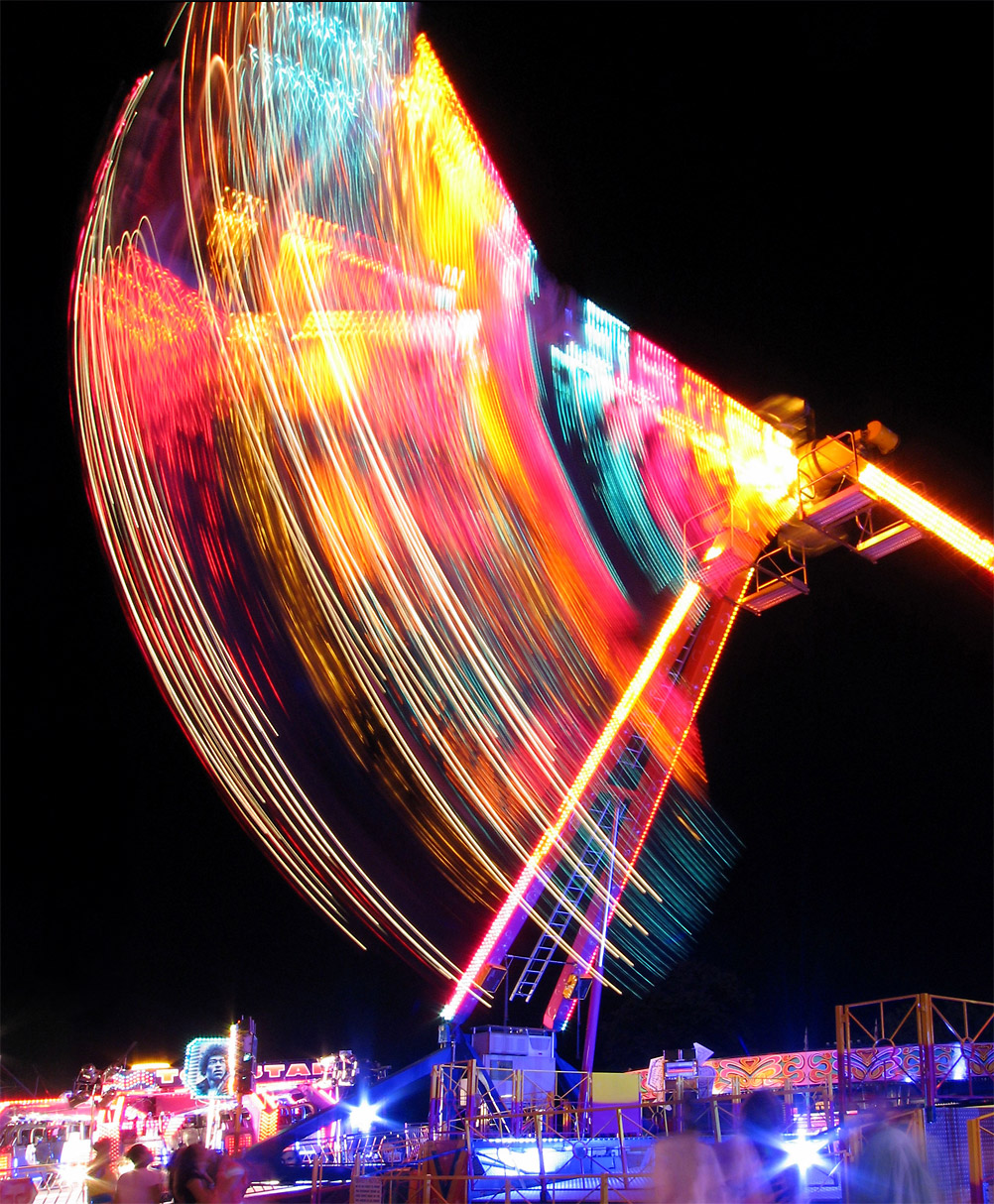
Uma foto tirada em um parque de diversão, onde podemos ver um exemplo do motion-blur.

O programa de computador usado para renderizar o curta criava apenas figuras geométricas em 3D. Por essa causa, se você observar com atenção, o corpo dos personagens são compostos de esferas, cones, cilindros, elipsoides, etc. O trabalho de John Lasseter como animador do curta era manipular figuras geométricas capazes de realizar o movimento de achatar-se e esticar-se, o que naquela época era um grande desafio.
A animação foi marcada pelo primeiro do motion-blur em computação gráfica. O motion-blur é uma técnica muito usada nos desenhos animados e nas animações em 3D. Essa técnica é usada para dar a impressão de movimento em alta velocidade. Assim, quando alguma coisa se move muito depressa, vemos apenas uma "mancha" passar na nossa frente.
O curta foi renderizado em um Cray X-MP/48 (um supercomputador) e em 10 VAX de 11/750 do Project Athena.

### Música
Na trilha sonora, foram usados alguns trechos da ópera O Barbeiro de Sevilha de Gioacchino Rossini.
Logo no começo do curta, desde o momento em que aparece o título até a primeira cena, podemos ouvir um trecho do começo da ária Largo al Factotum, a ária mais famosa e conhecida da ópera O Barbeiro de Sevilha. Em outra parte do curta, desde momento em que o zangão Wally B. se aproxima do rosto de André até o começo dos créditos finais, podemos ouvir outro trecho da ópera.

## Créditos
- direção/ideia: Alvy Ray Smith;
- animação: John Lasseter;
- direção técnica: Bill Reeves;
- contribuições técnicas: Tom Duff, Eben Ostby, Rob Cook, Loren Carpenter, Ed Catmull, David Salesin, Tom Porter, e Sam Leffler;
- filmagem: David DiFrancesco, Tom Noggle, e Don Conway.